# Мария Салома фон Йотинген-Йотинген
Мария Салома фон Йотинген-Йотинген (на немски: Maria Salome von Oettingen-Oettingen; * 12 януари 1535 в Йотинген; † 12 януари 1603 в Грайц) е благородничка от Йотинген-Йотинген в Швабия, Бавария и чрез женитба господарка на Ройс-Плауен-Оберграйц.
Тя е дъщеря на господар Лудвиг XV фон Йотинген-Йотинген (1486 – 1557) и съпругата му графиня Мария Салома фон Хоенцолерн-Хайгерлох (1488 – 1548), дъщеря на граф Айтел Фридрих II фон Хоенцолерн (1452 – 1512) и Магдалена фон Бранденбург (1460 – 1496).
Мария Салома фон Йотинген-Йотинген умира на 12 януари 1603 г. в Грайц на 68 години и е погребана на 23 януари 1603 г. в Шлайц.

## Фамилия
Мария Салома фон Йотинген-Йотинген се омъжва на 27 октомври 1560 г. във Ваймар за Хайнрих XVI Ройс-Плауен-Оберграйц „Средния“ (* 8 ноември 1525; † 22 юни 1578), син на Хайнрих XIII Ройс цу Грайц „Млади“, господар на Ройс-Плауен-Грайц, Обер-Кранихфелд-Шауенфорст († 1535), и Амалия фон Мансфелд († сл. 1557). Те имат пет деца, които нямат наследници:
- Хайнрих фон Ройс († ок. 1580)
- Хайнрих фон Ройс († млад)
- Хайнрих XVII Ройс-Обергайц „Стари“ Ройс, господар на Плауен-Оберграйц (* 25 юли 1561 в Глаухау; † 8 февруари 1607 в Грайц), женен на 28 май 1583 г. за Гуда (Юта) фон Валдек (* 12 ноември 1560; † 23 май 1621), дъщеря на граф Волрад II фон Валдек-Айзенберг (1509 – 1575) и Анастасия фон Шварцбург-Бланкенбург (1526 – 1570)
- Хайнрих XVIII Ройс-Шлайц-Оберграйц „Средни“, господар на Шлайц-Оберграйц (* 19 или 28 февруари 1563; † 16 януари 1616), женен на 5 май 1593 г. в Обер-Грайц за Агнес Мария фон Ербах (* 24 май 1573; † 28 юни 1634), дъщеря на граф Георг III фон Ербах (1548 – 1605) и графиня Анна фон Золмс-Лаубах (1557 – 1586)
- Доротея фон Ройс (* 28 октомври 1566; † 26 октомври 1591), омъжена на 1 ноември 1587 г. в Грайц за граф Георг III фон Ербах (1548 – 1605)